# Gravity (堂本光一のアルバム)
『Gravity』（グラビティ）は、堂本光一の3枚目のオリジナルアルバム。2012年10月3日にジャニーズ・エンタテイメントから発売された。

## 解説
前作『BPM』から約2年振りとなる堂本光一3枚目のソロアルバムで、初回盤A、初回盤B、通常盤の3種類で発売された。
収録曲全ての作曲を自身で行った前2作とは異なり、今作は自作曲と提供曲で構成された全11曲（通常盤のみ全12曲）の作品。自作曲は「Fallen Angel」と「LOVE CRIES」の2曲。本作にオリジナル楽曲が少ない理由として、「制作時間が、それほど取れなかった」、「（制作に対する）自分の重い腰が上がらない」、「デモをたくさん聴かせてもらった時、“これを歌いたい、これを表現したい”と 思える曲がいっぱいあった。だったら、ぜんぶ自分で作ることにこだわらなくても、 いま自分がやりたいことをやったほうがいいな、と。いい曲があって、やりたいと思ってるんだから、それをやるべきだっていうふうに思えた」と述べている。またリスナーに向けて、「矛盾してる感じもするんだけど、これまでの2作よりも“光一はこういうものを 表現したいんだな”っていうのがわかってもらえる気もしている」と語った。タイトルを考案したのは製作スタッフであり、「Gravity」と提案され、すぐにOKを出した。コーラスは女性コーラス部分以外は、すべて本人が行っている。
初回盤Aはプレミアムパッケージ仕様で、2011年に行ったアジアツアーのライヴ映像とドキュメンタリー映像が収録されたDVD、スペシャルフォトブック（96ページ）、ブックレット（20ページ）が同封されている。初回盤Bにはアルバムリード曲となる「Danger Zone ～to the unknown world～」のミュージッククリップとメイキングが収録されたDVD、ステッカー2枚（フォト＆ロゴ）、豪華ブックレット（28ページ）が同封されている。通常盤にはブックレット（20ページ）が同封され、ボーナストラックとして12曲目に初回盤未収録の「A Silent Night」が収録されている。

## 収録曲
1 - 11曲までは全て共通。12曲目は通常盤のみ収録。
1. Danger Zone ～to the unknown world～
(作詞:EMI K.Lynn/村野直球　作曲::Andreas Johansson/Peter Wallevik/Tommy Gee　アレンジ:Peter Wallevik/Tommy Gee)
シングル曲ではないが、アルバムリード曲としてPVが作られた。
2. Slave Maker
(作詞・作曲:宮﨑歩/亜美/Dele Ladimeji　アレンジ:生田真心)
3. Fallen Angel
(作詞:EMI K.Lynn　作曲:堂本光一　アレンジ:CHOKKAKU)
4. Deepness
(作詞:松井五郎　作曲:Erik Lidbom/Albi Albertsson　アレンジ:MUSSASHI)
5. Come closer
(作詞:白井裕紀/新美香　作曲・アレンジ:田中直)
6. Bluff××
(作詞:松井五郎　作曲:Ricky Hanley/Tyler James/Lee Russell　アレンジ:川端良征)
7. invisible
(作詞:松井五郎　作曲:Samuel Waermo/Marcus Dernulf/Marcus Englof/Harry Sommerdahl　アレンジ:石塚知生)
8. JAM ～Freaky Night～
(作詞:EMI K.Lynn　作曲:Samuel Waermo/Tim Larsson/Tobias Lundgren/Johan Fransson　アレンジ:Play Production)
9. Lost World
(作詞:亜美　作曲・アレンジ:VENI N　MAXI)
10. SUPERSONIC
(作詞:EMI K.Lynn　作曲:Andy Love/Robert Habolin　アレンジ:Robert Deadbeat Habolin)
11. LOVE CRIES
(作詞:白井裕紀　作曲:堂本光一　アレンジ:生田真心)
12. A Silent Night
(作詞:原田卓也　作曲:原田卓也/JUNKOO/Fredrik Samssoni　アレンジ:石塚知生)